# Елевтери
Елевтери, Елефтери (дав.-гр. Ἐλευθεραί) — давньогрецьке містечко на півночі Аттики, на кордоні з Беотією. Елевтери були розташовані на перевалі через гірське пасмо Кіферон над «священною дорогою», яка з'єднувала Афіни і Елевсин з Фівами та Дельфами.

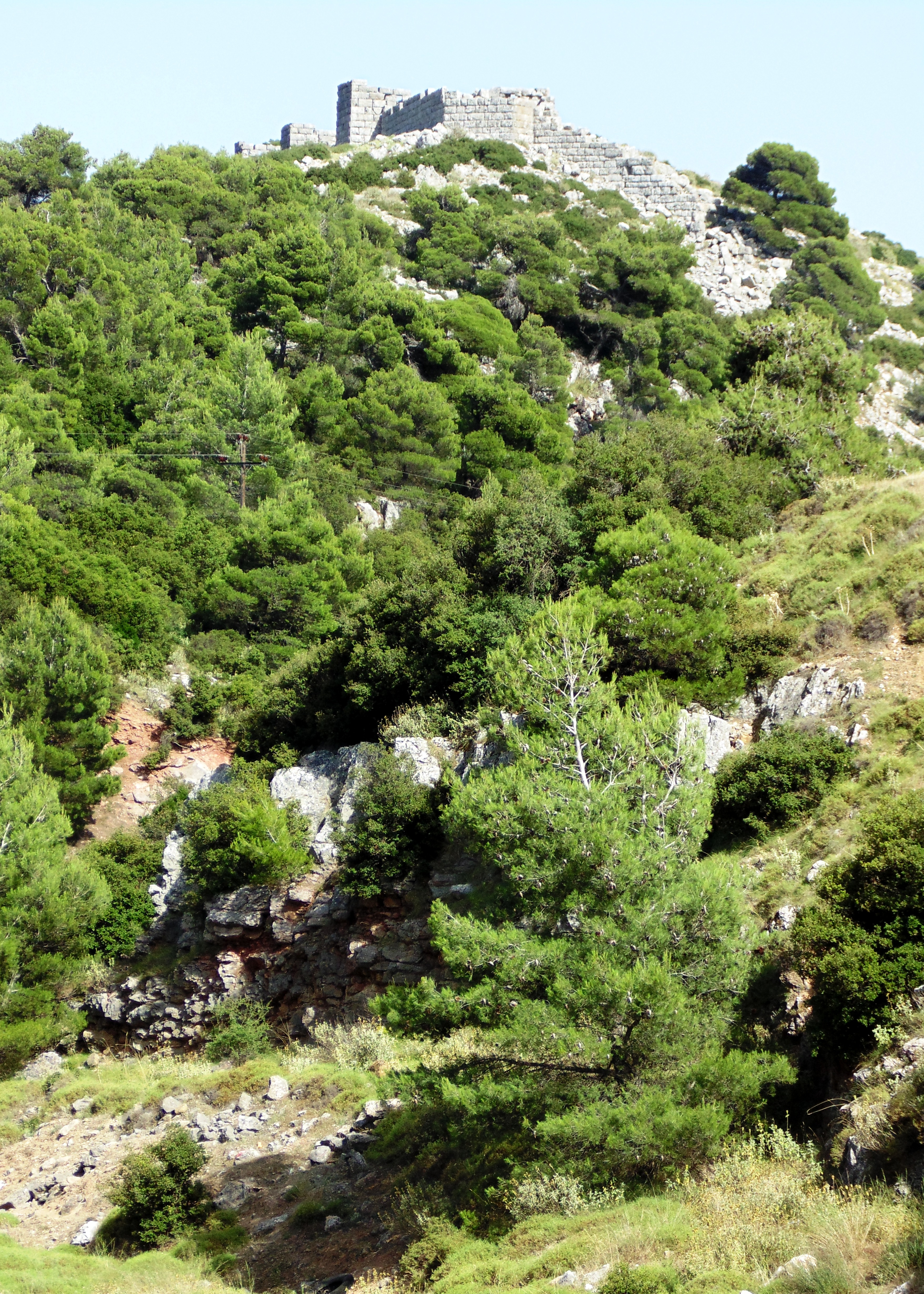
Елевтери. Сучасний вигляд

## Походження назви
За однією з версій місто отримало свою назву на честь засновника — Елевтера, сина Аполлона і Етузи. За іншою версією його засновником був бог Діоніс (іноді Елевтери називають і батьківщиною цього бога). Власне, й легенда про Елевтера стверджує, що саме він заснував культ «Діоніса з чорним щитом». Відомо також, що в Елевтерах вшановувавли «Діоніса Елевтерія», тобто «визволителя». Тож цілком можливо, що й назва міста походить від епітета бога виноробства. Найпрозаїчніша версія пов'язує ім'я Елевтер з визволенням містечка від влади беотійців і приєднанням його до Аттики в VI ст. до н. е. Цілком можливо, що саме тоді Елевтери й були засновані.

## Історія
Найдавніші міфи вважають місцевість, у якій були розташовані Елевтери, беотійською, як, власне, і весь Кіферон. За легендою, саме тут фіванська царівна Антіопа народила свої синів Амфіона та Зета. Саме тут їх кинули на поталу диким звірам. Нещасних знайшли вівчарі, омили в струмку, що й зараз тече біля Елевтер, взяли до себе й виховали.

Влада Афін поширилася до південних схилів Кіферона лише в середині VI ст. до н. е. за часів тиранії Пісістрата. За однією з версій саме він і заснував фортецю (місто) на стратегічно важливому перевалі.

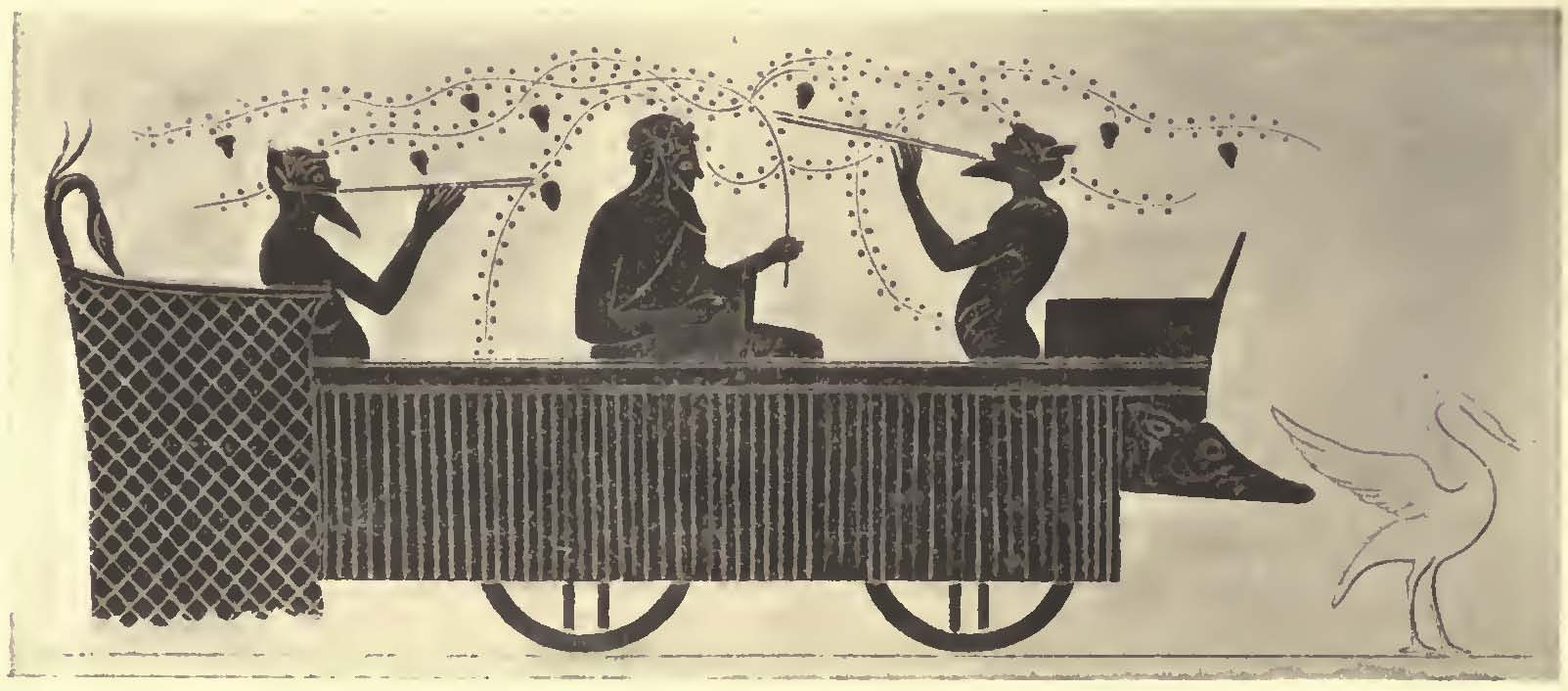
Колісниця Діоніса. Зображення на аттичному скіфосі

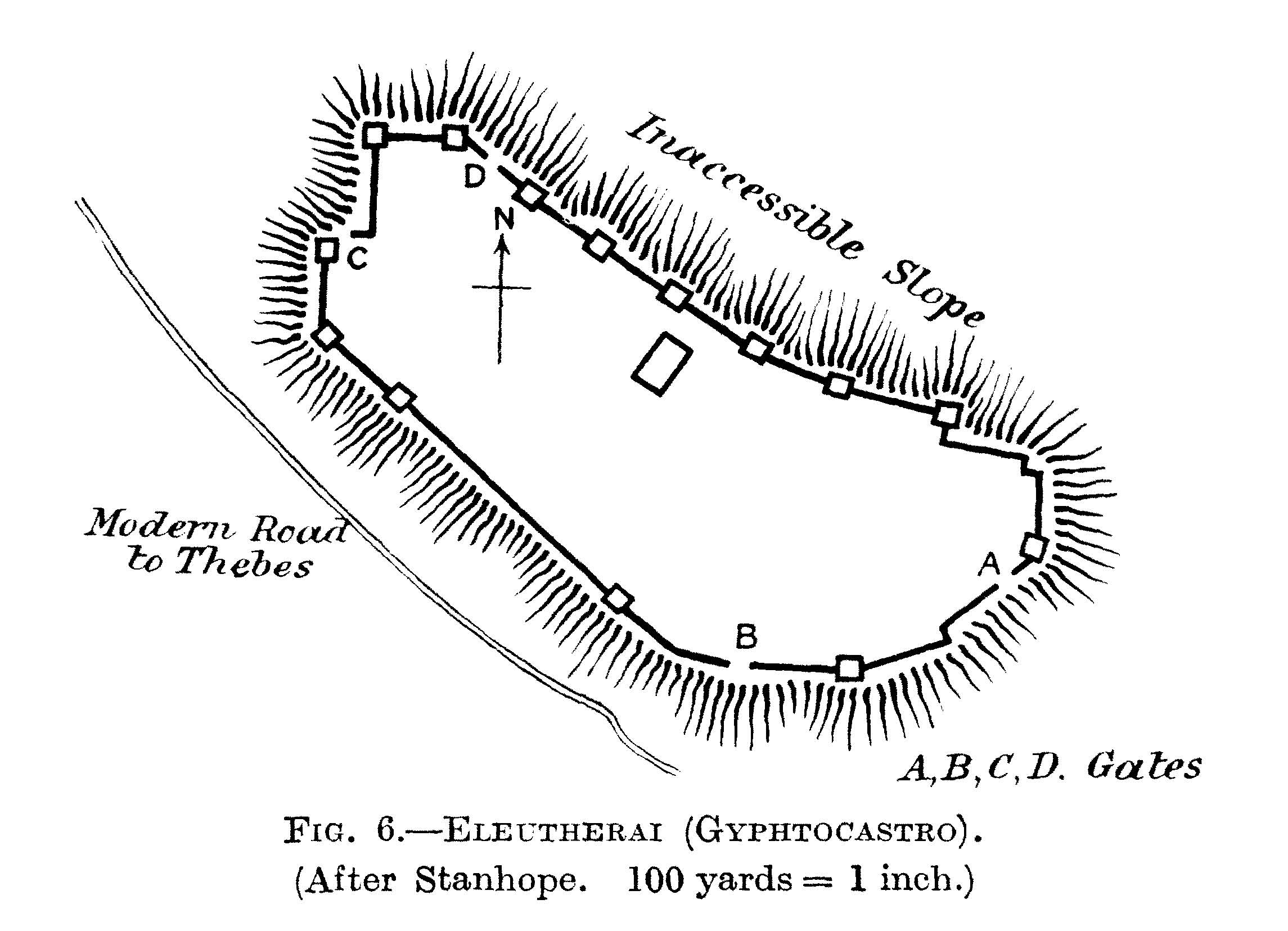
Загальний план укріплень Елевтер

Саме цим часом вчені датують й святилище Діоніса, зведене на акрополі Елевтер. Проте навряд чи йдеться про те, що діонісійський культ принесли з собою афіняни. Самі вони, навпаки, були впевнені, що запозичили його в мешканців Елевтер, а першим статую Діоніса до Афін приніс елевтерець Пегас. Відомо, що бога виноробства вшановували у сусідній Еної. Тож швидше за все саме звідти культ Діонісія поширився на Елевтери, а потім і на Афіни.
Після смерті Пісістрата і вигнання з Афін його синів беотійці спробували повернути Кіферон під свій контроль, але ненадовго. Афіняни перетворили Елевтери на свій найпівнічніший форпост. У V—IV ст. до н. е. місто було обнесене потужними мурами, товщина яких перевищувала 2,5 метри. Наразі Елевтери вважають чи не найкраще збереженою пам'яткою давньогрецького мистецтва фортифікації пізньокласичних часів.
З Елевтер походив один з найвидатніших давньогрецьких скульпторів, Мирон.
Після встановлення македонської гегемонії над Грецією фортеця Елевтер втратила своє стратегічне значення і місто поступово знелюднило. Його руїни свсе ще правляли враження на подорожніх, але за доби середньовіччя навіть назва Елевтер вийшла з вжитку. Місцеві мешканці називали його Гіптокастро — тобто «єгипетським» або ж навіть «циганським замком». Перші дослідники навіть не могли одразу встановити місцезнаходження стародавніх Елевтер і лише з часом ототжнили з ними руїни Гиптокастро.